# أغنية العمل
تهدف أغاني العمل التي تُغنى أثناء العمل إلى تخفيف الملل الناتج عن المهام المتكررة أو زيادة الكفاءة من خلال الحفاظ على إيقاع منتظم. وغالبًا ما تتضمن هذه الأغاني أصوات العمال وحركاتهم وأصوات أدواتهم كنغمة مقابلة.

## أغاني العمل الزراعي
كانت معظم أغاني العمل الزراعي إيقاعية، وهي أغاني كابيلا تهدف إلى زيادة الإنتاجية مع تقليل الشعور بالملل. عملت إيقاعات أغاني العمل، على غرار إيقاع الطبل الأفريقي، على مزامنة الحركة الجسدية في مجموعات وتنسيق البذر والعزق والحصاد. كان استخدام الآيات في أغاني العمل أحيانًا مرتجلًا وغنى بشكل مختلف في كل مرة. قدم الارتجال المطربين شكلاً هدامًا من التعبير. غنى العبيد أبيات مرتجلة للسخرية من رؤسائهم، والتعبير عن إحباطاتهم، ومشاركة أحلام الهروب. عملت العديد من أغاني العمل على خلق التواصل والألفة بين العمال.
يُعتقد أن Yankee Doodle قد بدأت كأغنية حصاد، ومن المحتمل أن تكون كلماتها مصدرها مزارعون في هولندا في القرن الخامس عشر. احتوت في الغالب على كلمات غير منطقية وغير مناسبة والتي يُفترض أنها تغني لحن مشابه - إن لم يكن متماثلًا -: "Yanker، didel، doodle down، Diddle، dudel، lanther، Yanke viver، voover vown، Botermilk und tanther. " كان عمال المزارع في هولندا في ذلك الوقت يتقاضون أجورهم «قدر ما يستطيعون شربه من اللبن الرائب (Botermilk)، ومقدار ضئيل من الحبوب».

## أغاني العمل الأمريكية الأفريقية
تطورت أغاني العمل الأمريكية الأفريقية في الأصل في عصر العبودية، بين القرنين السابع عشر والتاسع عشر. نظرًا لأنهم كانوا جزءًا من ثقافة شفهية بالكامل، لم يكن لديهم شكل ثابت ولم يبدأ تسجيلهم إلا مع انتهاء عصر العبودية بعد عام 1865. كانت أغاني العبيد في الولايات المتحدة أول مجموعة من «أغاني العبيد» الأمريكية الأفريقية. تم نشره في عام 1867 من قبل ويليام فرانسيس ألين وتشارلز بيكارد وير ولوسي مكيم جاريسون. على الرغم من أن هذا النص تضمن العديد من أغاني العبيد، فقد تم أيضًا نشر نصوص أخرى تتضمن أغاني العمل. ترجع أصول العديد من الأغاني التي يغنيها المستعبدون إلى تقاليد الأغنية الأفريقية، وربما تم غنائها لتذكير الأفارقة بوطنهم، بينما أنشأ الخاطفون أغانٍ أخرى لرفع الروح المعنوية والحفاظ على عمل الأفارقة في إيقاع. كما نُظر إليها على أنها كانت السمة المشتركة لأغاني الأمريكيين من أصل أفريقي هي تنسيق الاتصال والاستجابة، حيث يغني القائد بيتًا أو أبيات ويستجيب الآخرون بجوقة. جاء هذا من التقاليد الأفريقية لأغنية العمل الزراعي ووجد طريقه إلى الروحانيات التي تطورت بمجرد أن بدأ الأفارقة المستعبدين في التحول إلى المسيحية ومن هناك إلى موسيقى الإنجيل والبلوز. يعرض تنسيق الاتصال والاستجابة الطرق التي تعزز بها أغاني العمل الحوار. تبرز أهمية الحوار في العديد من التقاليد الأمريكية الأفريقية وتستمر حتى يومنا هذا. خاصة بالنسبة لتقليد الدعوة والاستجابة الأفريقيين، هو تداخل الدعوة والاستجابة. قد يتداخل جزء القائد مع الاستجابة، مما يخلق صوتًا تعاونيًا فريدًا. وبالمثل، تركز الموسيقى الشعبية والتقليدية الأمريكية الأفريقية على تعدد الأصوات بدلاً من اللحن المتناغم. في كثير من الأحيان، سيكون هناك العديد من الأنماط الإيقاعية المستخدمة في نفس الأغنية «ينتج عنها نقطة معاكسة للإيقاعات». يسمح التركيز على تعدد الأصوات أيضًا بالارتجال، وهو عنصر مهم لأغاني العمل الأمريكية الأفريقية. كما كتب الباحث تيلفورد بروكس، «يتم استخدام الارتجال على نطاق واسع في الأغاني الشعبية السوداء، وهو عنصر أساسي خاصة في الأغاني التي تستخدم نمط الاتصال والاستجابة». ويشير بروكس أيضًا إلى أنه غالبًا في أغنية العمل، «يمتلك القائد ترخيصًا للارتجال على اللحن في مكالمته، في حين أن الاستجابة عادةً ما تكرر خط اللحن الأساسي دون تغيير». كان واضحًا أيضًا الصراخ الميداني والصراخ والتأوه، والتي ربما تم تصميمها في الأصل لفرق أو أفراد مختلفين لتحديد مواقع بعضهم البعض والأغاني السردية التي تستخدم الحكايات الشعبية والزخارف الشعبية، وغالبًا ما تستخدم الأدوات المنزلية. في أوائل الأسر الأفريقية، تم استخدام الطبول لتوفير الإيقاع، ولكن تم حظرها في السنوات اللاحقة بسبب الخوف من أن الأفارقة قد يستخدمونها للتواصل في التمرد؛ ومع ذلك، تمكن الأفارقة من توليد أصوات قرع وطرق، باستخدام أدوات أخرى أو باستخدام أجسادهم. ربما يكون من المدهش أن هناك أمثلة قليلة جدًا لأغاني العمل المرتبطة بقطف القطن. وسيلة لتحمل المشقة والتعبير عن الغضب والإحباط من خلال الإبداع أو المعارضة الكلامية الخفية. وبالمثل، تم استخدام أغاني العمل كشكل من أشكال التمرد والمقاومة. على وجه التحديد، أغاني العمل النسائية الأمريكية من أصل أفريقي لها تاريخ معين وتتركز حول المقاومة والرعاية الذاتية. ساعدت أغاني العمل على نقل المعلومات حول التجربة التي يعيشها العبيد إلى مجتمعاتهم وعائلاتهم.
كانت السمة المشتركة لأغاني الأمريكيين من أصل أفريقي هي تنسيق الاتصال والاستجابة، حيث يغني القائد بيتًا أو أبيات ويستجيب الآخرون بجوقة. جاء هذا من التقاليد الأفريقية لأغنية العمل الزراعي ووجد طريقه إلى الروحانيات التي تطورت بمجرد أن بدأ الأفارقة المستعبدين في التحول إلى المسيحية ومن هناك إلى موسيقى الإنجيل والبلوز. يعرض تنسيق الاتصال والاستجابة الطرق التي تعزز بها أغاني العمل الحوار. تبرز أهمية الحوار في العديد من التقاليد الأمريكية الأفريقية وتستمر حتى يومنا هذا. خاصة بالنسبة لتقليد الدعوة والاستجابة الأفريقيين، هو تداخل الدعوة والاستجابة. قد يتداخل جزء القائد مع الاستجابة، مما يخلق صوتًا تعاونيًا فريدًا. وبالمثل، تركز الموسيقى الشعبية والتقليدية الأمريكية الأفريقية على تعدد الأصوات بدلاً من اللحن المتناغم. في كثير من الأحيان، سيكون هناك العديد من الأنماط الإيقاعية المستخدمة في نفس الأغنية «ينتج عنها نقطة معاكسة للإيقاعات». يسمح التركيز على تعدد الأصوات أيضًا بالارتجال، وهو عنصر مهم لأغاني العمل الأمريكية الأفريقية. كما كتب الباحث تيلفورد بروكس، «يتم استخدام الارتجال على نطاق واسع في الأغاني الشعبية السوداء، وهو عنصر أساسي خاصة في الأغاني التي تستخدم نمط الاتصال والاستجابة». ويشير بروكس أيضًا إلى أنه غالبًا في أغنية العمل، «يمتلك القائد ترخيصًا للارتجال على اللحن في مكالمته، في حين أن الاستجابة عادةً ما تكرر خط اللحن الأساسي دون تغيير». كان واضحًا أيضًا الصراخ الميداني والصراخ والتأوه، والتي ربما تم تصميمها في الأصل لفرق أو أفراد مختلفين لتحديد مواقع بعضهم البعض والأغاني السردية التي تستخدم الحكايات الشعبية والزخارف الشعبية، وغالبًا ما تستخدم الأدوات المنزلية. في أوائل الأسر الأفريقية، تم استخدام الطبول لتوفير الإيقاع، ولكن تم حظرها في السنوات اللاحقة بسبب الخوف من أن الأفارقة قد يستخدمونها للتواصل في التمرد؛ ومع ذلك، تمكن الأفارقة من توليد أصوات قرع وطرق، باستخدام أدوات أخرى أو باستخدام أجسادهم. ربما يكون من المدهش أن هناك أمثلة قليلة جدًا لأغاني العمل المرتبطة بقطف القطن.
ومع ذلك، كان حبوب الذرة موضوعًا شائعًا جدًا لأغاني العمل في مزرعة نموذجية. لأن المحصول كان المكون الرئيسي للنظام الغذائي لمعظم الأفارقة،[بحاجة لمصدر] كانوا غالبًا ما يغنون عنه بغض النظر عما إذا كان يتم حصاده. في كثير من الأحيان، تقيم المجتمعات في الجنوب «يوبيلات تقشير الذرة»، حيث يجتمع مجتمع كامل من المزارعين في مزرعة واحدة. كان المزارعون يجلبون محاصيلهم، بالإضافة إلى عمالهم المستعبدين، وسيتم عمل أعمال مثل قشر الذرة، أو لف جذوع الأشجار، أو درس الأرز، مصحوبة بغناء الأفارقة الذين يقومون بالعمل. فيما يلي مثال لأغنية كان يغنيها الأفارقة عندما اقتربوا من أحد هذه المهرجانات. إنه مأخوذ من مذكرات الأفريقي ويليام ويلز براون «بيتي الجنوبي».
تم استخدام أغاني العمل من قبل فرق عمل السكك الحديدية الأمريكية الأفريقية في جنوب الولايات المتحدة قبل أن تصبح الآلات الحديثة متاحة في الستينيات. آن كيمزي من مركز ولاية ألاباما للثقافة التقليدية يكتب: «جميع طواقم السكك الحديدية السود استخدموا الأغاني والهتافات كأدوات لمساعدة انجاز مهام محددة ولإرسال رسائل مشفرة لبعضها البعض حتى لا يكون مفهوما من قبل فورمان وغيرهم. كان المغني الرئيسي، أو المتصل، يهتف لطاقمه، على سبيل المثال، لإعادة محاذاة سكة حديدية إلى موضع معين. كان هدفه هو رفع مستوى طاقمه، جسديًا وعاطفيًا، مع مراعاة تنسيق العمل في متناول اليد. لقد تطلب الأمر من متصل ماهر وحساس رفع الترنيمة المناسبة لتناسب المهمة التي بين يديك ومزاج الرجال. باستخدام حدود لونية وأسلوب لحني نموذجي لموسيقى البلوز، كان لكل متصل توقيعه الخاص. تم تشبيه فعالية المتصل في تحريك رجاله بكيفية قيام الواعظ بتحريك المصلين.»
نوع آخر شائع من أغاني العمل الأمريكية الأفريقية هو «أغنية القارب». يتغنى هذا النوع من أغاني العمل، التي يغنيها أشخاص مستعبدون كان لديهم وظيفة التجديف، بـ «الغناء الحزين والكئيب». لم تكن هذه الترانيم حزينة لأن العمل كان أكثر إزعاجًا من عمل جني المحاصيل. بدلاً من ذلك، كانت روحهم منخفضة حتى يتمكنوا من الحفاظ على الإيقاع البطيء والثابت اللازم للتجديف. وبهذه الطريقة، اتبعت أغاني العمل التقليد الأفريقي، مؤكدة على أهمية الأنشطة المصاحبة للأغنية المناسبة.
حدد المؤرخ سيلفيان ضيوف وعالم الموسيقى العرقي غيرهارد كوبيك الموسيقى الإسلامية على أنها تأثير على موسيقى الصرخة الميدانية. يلاحظ ضيوف تشابهًا مذهلاً بين الأذان الإسلامي للصلاة (أول من قام به بلال بن رباح، مسلم أفريقي حبشي شهير في أوائل القرن السابع) وموسيقى الصرخة الميدانية من القرن التاسع عشر، مشيرًا إلى أن كلاهما لهما كلمات متشابهة تبجل الله، واللحن، وملاحظة التغييرات. «الكلمات التي يبدو أنها ترتجف وتهتز» في الحبال الصوتية، وتغيرات دراماتيكية في الموازين الموسيقية، ونغمات الأنف. وهي تنسب أصول موسيقى الهولير إلى العبيد المسلمين الأفارقة الذين يمثلون ما يقدر بنحو 30% من العبيد الأفارقة في أمريكا. ووفقا لكوبيك «، وعلى غرار صخبا من المطربين العديد من البلوز باستخدام melisma، التجويد مائج، وهكذا دواليك هو تراث تلك المنطقة كبيرة من غرب أفريقيا التي كانت على اتصال مع العربية - العالم الإسلامي من المغرب العربي منذ السابع والثامن قرون». كان هناك بشكل خاص تلاقح كبير عبر الصحراء بين التقاليد الموسيقية للمغرب والساحل.

## أكواخ البحر
تُعرف أغاني العمل التي غناها البحارة بين القرنين الثامن عشر والعشرين باسم أكواخ البحر. تم أداء هذه الأغاني عادةً أثناء ضبط التزوير ورفع المرساة وغيرها من المهام التي يحتاج فيها الرجال إلى سحب الإيقاع. عادةً ما يكون لهذه الأغاني إيقاع متقطع جدًا لهذا السبب على وجه التحديد، جنبًا إلى جنب مع تنسيق الاتصال والرد. قبل القرن التاسع عشر بفترة طويلة، كانت الأغاني البحرية شائعة في قوارب التجديف. كانت مثل هذه الأغاني أيضًا إيقاعية للغاية من أجل إبقاء المجدفين معًا. نظرًا لأن العديد من الثقافات كانت تستخدم العبيد للتجديف، فقد تُعتبر بعض هذه الأغاني أيضًا أغاني رقيق. وتحدثت الآيات المرتجلة التي غناها البحارة عن أمراض تتعلق بظروف العمل وقباطنة السفن. تم تأدية هذه الأغاني مع وبدون طبل.

## أغاني رعاة البقر
تأثرت الموسيقى الغربية بشكل مباشر بتقاليد الموسيقى الشعبية للمهاجرين في القرن التاسع عشر عندما تحركوا غربًا. لقد عكسوا حقائق النطاق ومنازل المزرعة التي نشأت فيها الموسيقى، ولعبوا دورًا رئيسيًا في مكافحة الشعور بالوحدة والملل الذي ميز حياة رعاة البقر والحياة الغربية بشكل عام. غالبًا ما كانت هذه الأغاني مصحوبة بأدوات محمولة من القيثارات والكمانات والكونسرتينا والهارمونيكا. في القرن التاسع عشر، تطورت فرق رعاة البقر وبدأ جمع ونشر أغاني رعاة البقر من أوائل القرن العشرين مع كتب مثل أغاني كاوبوي جون لوماكس وغيرها من القصص الحدودية (1910). نظرًا لأن رعاة البقر كانوا رومانسيين في منتصف القرن العشرين، فقد أصبحوا يتمتعون بشعبية كبيرة ولعبوا دورًا في تطوير موسيقى الريف والغرب.

## أغنية شعبية صناعية
ظهرت الأغنية الشعبية الصناعية في بريطانيا في القرن الثامن عشر، حيث اتخذ العمال أشكال الموسيقى التي كانوا مألوفين بها، بما في ذلك القصائد وأغاني العمل الزراعي، وقاموا بتكييفها مع تجاربهم وظروفهم الجديدة. على عكس أغاني العمل الزراعي، غالبًا ما كان من غير الضروري استخدام الموسيقى لمزامنة الإجراءات بين العمال، حيث سيتم تحديد السرعة بشكل متزايد بواسطة الماء والبخار والطاقة الكيميائية وفي النهاية الطاقة الكهربائية، وغالبًا ما يكون ذلك مستحيلًا بسبب ضجيج الصناعة المبكرة.
ونتيجة لذلك، كانت الأغاني الشعبية الصناعية تميل إلى أن تكون وصفية للعمل أو الظروف أو الطبيعة السياسية، مما يجعلها من أوائل الأغاني الاحتجاجية وكانت تُغنى بين نوبات العمل أو في ساعات الفراغ، وليس أثناء العمل. يمكن رؤية هذا النمط في إنتاج المنسوجات والتعدين وفي النهاية الصلب وبناء السفن والسكك الحديدية وغيرها من الصناعات. مع قيام الدول الأخرى بالتصنيع، خضعت أغنيتها الشعبية لعملية تغيير مماثلة، كما يمكن رؤيته على سبيل المثال في فرنسا، حيث لاحظ سان سيمون ظهور "Chansons Industriale" بين عمال القماش في أوائل القرن التاسع عشر، وفي الولايات المتحدة حيث التصنيع توسعت بسرعة بعد الحرب الأهلية.
عرّف آل لويد أغنية العمل الصناعي بأنها «نوع الأغاني العامية التي ينتجها العمال أنفسهم مباشرة من تجاربهم الخاصة، معبرة عن اهتماماتهم وتطلعاتهم..».. أشار لويد أيضًا إلى أنواع مختلفة من الأغاني، بما في ذلك ترانيم العمل والحب والأغاني المهنية المثيرة وأغاني الاحتجاج الصناعي، والتي تضمنت روايات عن الكوارث (خاصة بين عمال المناجم)، ورثاء الظروف، فضلاً عن الإضرابات السياسية العلنية. كما أشار إلى وجود أغانٍ عن الشخصيات البطولية والأسطورية في العمل الصناعي، مثل عمال مناجم الفحم "Big Hewer" أو "Big Isaac" Lewis.
كان هذا الاتجاه أكثر وضوحًا في الأغاني الصناعية الأمريكية المبكرة، حيث تم تأبين أبطال مثل كيسي جونز وجون هنري في أغاني البلوز من القرن التاسع عشر. تم تجاهل الأغاني الشعبية الصناعية إلى حد كبير من قبل جامعي الأغاني الشعبية الأوائل، لكنها اكتسبت الاهتمام في الإحياء الشعبي الثاني في القرن العشرين، حيث تم تسجيلها وتسجيلها من قبل شخصيات مثل جورج كورسون وبيت سيجر وودي جوثري في الولايات المتحدة وأل لويد وإيوان ماكول. وبيغي سيجر في بريطانيا. انخفض هذا النوع من الشعبية مع أشكال جديدة من الموسيقى وتراجع التصنيع في القرن العشرين، لكنه استمر في التأثير على فناني الأداء مثل بيلي براج وبروس سبرينغستين.